# مجلة جدلية
جدليّة هي مجلة إليكترونية تأسست سنة 2010 تتميّز بمحتويات علمية يتم نشرها باللغات الإنجليزية والعربية والفرنسية والاسبانية بأقلام أكاديمين وصحفيين وناشطين وفنانين من الشرق الأوسط من الذين لديهم خبرة علمية بالمنطقة. ناشر المجلة هو المؤسسة للدراسات العربية التي تقع مقراتها الرئيسية في مدينة بيروت والعاصمة الأمريكية واشنطن دي سي.

## نظرة عامة
عنوان المجلة «جدلية» (و هو نفس العنوان المستخدم ما بين ناطقين اللغة الإنجليزية "Jadaliyya") يشير إلى «الدايلكتية» أي مصطلح فلسفيّ يقترن استعماله بتيارين بارزين يمثّلان فلسفة هيجيل المثالية وفلسفة ماركس الماديّة، وهي في الأفلاطونيّة عمليّة فكريّة منطقيّة تنتقل من المحسوس إلى المعقول
جميع محرري الجدلية متطوعون بلا أجر وبالإضافة إلى ذلك لم تقبل المجلة اعلانات ترويجية، بل اغلبية التوميل لدى المجلة تمويل ذاتي من قبل المساهمين أنفسهم أو احيانا تمويل من قبل نظام المقايضة حسب المشاريع الكبيرة كما استلمت منح مالية من «المعهد للمجتمع المفتوح» أيضا والذي المؤسسة الخيرية التابعة لجورج سوروس. وفقًا لPortal 9 : «الانتفاضات العربية والتي اكتسبت زخمًا بعد بضعة أشهر فقط من تأسيس جدليّة قادتها إلى صدارة الحوارات ومكان محوري للتحليلات النقدية للعالم العربي».  
وقال أحد المحررين المؤسسين الأستاذ بسام حداد من جامعة جورج ميسون خلال مقابلة مع مجلة التعليم العالي أنّ مجلة جدليّة تطمح إلى «تقديم خطابات مضادة من العلماء اليساريين إلى مساحة الحوار العام حول العالم العربي». كما أشار الأستاذ إليوت كولا (Eliot Cola) من جامعة جورجتاون (والذي يساهم في مجلة جدلية) أنّه «ليس بامكاني القول إنّه يوجد محور دوغماتي [في المجلة] بل هناك الكثير من الجدال وهناك مناظرة كثيرة... ولكن هناك مشروع سياسي أيضا» ولكن على اختلاف ذلك فوصف أستاذ آخر مجلة جدليّة بأنها مجرد «أصدقاء الذين ينشّروا المنشورات التابعة لأصدقائهم حول القضايا التي يتفقون عليها من أولها،» أو بمعنى أخرى مجلة قامة على ممارسة الواسطة والتفكير الجماعي.  

## تاريخ التأسيس
مجلة جدليّة ليست مشروع فردي بل هي مشروع من سلسلة المشاريع لإنتاج المعرفة التابعة لمعهد الدراسات العربية (Arab Studies Institute) ومن ضمنها مجلة بحثية أكاديمية مؤسسة في سنة 1992 ومجموعة للأفلام الوثائقية التي تأسست سنة 2003 وأخيرا دار نشر مؤسس سنة 2012. بحسب أستاد حداد المذكور سابقا (وهو أيضًا مؤسس معهد الدراسات العربية في المقام الأول) فالدافع الرئيسي لتأسيس المجلة كان في سنة 2002 وهو الرغبة بنشر منشور قد يصبح أكثر انتشارا بالمقارنة مع المجلة للدرسات العربية (Arab Studies Journal) المتوفرة اصلا لكن بدون انتشار كبير. ظن حداد وزميله سنان أنطون أنّ «المعرفة القيمة كانت تتم تخزينها وتكديسها في مجلات غير شائعة لا يمكن للجمهور الوصول إليها» وارادوا أيضا «تجاوز حدود المجتمع الأكاديمي» وسعوا توفير المعرفة القيمة هذه على نطاق اوسع بكثير. ومع ذلك، تم تأجيل الفكرة بسبب بداية حرب العراق في عام 2003 حينما ركّز فريق المؤسسين جهودََا أكثر على إنتاج ثلاث أفلام وثائقية بالتتابع (والتي تكون حول بغداد ، ما يقال عن العرب والإرهاب ، والتهديد الآخر).
في عام 2009 عاد حداد إلى فكرة تأسيس جدلية متأثرا بالتطورات الحديثة التي كانت تحدث على وسائل التواصيل الاجتماعي، فاعاد النظرعلى فكرة تأسيسها هو وأنطون وشيرين سيكلي ونادية سبيتي ونورا عريقات ومايا مكداشي. أكملوا إطلاق مجلد اختباري خلال صيف 2010 ثمّ اطلقوا المجلة الاليكترونية رسميا في 21 سبتمبر 2010. منذ ذلك الحين، توسع فريق التحرير ويضم حاليًا ما مجموعه 15 محررًا مشاركًا في المجلة. تأسست مؤسسة جدليّة على «نموذج عمل مناهض للشركات الراسمالية ونموذج عمل يقوده ممارسات التضامن، وكلما كان ذلك ممكنًا فيكون أسلوب عملنا غير هرمي إلى حد كبير، وإن لم يكن بدون قيادة.» كان هدف المحررين المشاركين إنشاء موقع ويب تفاعلي وانه يكون «سهل الاستخدام» بدون تحديد لغة رسمية واحدة للمحتويات (و فعلا تشمل المجلة الاليكترونية نصوص إنجليزية وعربية وفرنسية) وحتى بدون تحديد طول التقديمات في المجلة، أو بمعنى أخرى سعوا إلى حوار منفتح للجميع بدون قيود غير لازمة. استخدم المحررون أيضًا عددًا من وسائل تنسيق خاصة بالوسائط الاجتماعية بما في ذلك Facebook وTwitter وTumblr وتطبيقات الأجهزة اللوحية والهواتف المحمولة وReadspeaker . وبحسب المؤسس حداد: «تقريبا تخضع كل محتوى يتم تقديمه لعملية مراجعة صارمة تتضمن مراجعتين على الأقل قبل الانتقال إلى محرر النسخ».  